# James Wright (football américain)
Pour les articles homonymes, voir James Wright et Wright.
(en) Statistiques sur pro-football-reference
James Wright (né le 1er septembre 1956 à Fort Hood au Texas) est un joueur professionnel de football américain.

## Carrière
Après avoir été drafté en 1978 par les Falcons d'Atlanta avec lesquels il a joué une saison, il a évolué le reste de sa carrière sous les couleurs des Broncos de Denver jusqu'en 1985 où il a pris sa retraite sportive.